# 울산광역시의회
울산광역시의회(蔚山廣域市議會)는 대한민국 울산광역시에 제출된 의견이나 법안을 처리하기 위해 설치된 의회이다.

## 조직

### 의장단
- 의장
- 부의장 2명

#### 역대 의장단
| 대수 | 대수   | 이름   | 정당         | 임기                              | 부의장/정당         | 부의장/정당       |
| ---- | ------ | ------ | ------------ | --------------------------------- | ------------------- | ----------------- |
| 초대 | 초대   | 오해용 | 신한국당     | 1997년 7월 15일 - 1998년 6월 30일 | 이진용/신한국당     | 이수만/신한국당   |
| 2대  | 전반기 | 오해용 | 한나라당     | 1998년 7월 9일 - 2000년 7월 8일   | 김무열/한나라당     | 이수만/한나라당   |
| 2대  | 후반기 | 김무열 | 한나라당     | 2000년 7월 10일 - 2002년 6월 30일 | 김광수/한나라당     | 심규화/한나라당   |
| 3대  | 전반기 | 김철욱 | 한나라당     | 2002년 7월 9일 - 2004년 7월 8일   | 송시상/한나라당     | 서진기/한나라당   |
| 3대  | 후반기 | 김철욱 | 한나라당     | 2004년 7월 9일 - 2006년 6월 30일  | 김춘생/한나라당     | 서진기/한나라당   |
| 4대  | 전반기 | 김철욱 | 한나라당     | 2006년 7월 1일 - 2008년 6월 30일  | 김재열/한나라당     | 윤명희/한나라당   |
| 4대  | 후반기 | 윤명희 | 한나라당     | 2008년 7월 1일 - 2009년 6월 30일  | 박부환/한나라당     | 이재현/민주노동당 |
| 5대  | 전반기 | 박순환 | 한나라당     | 2010년 7월 1일 - 2012년 6월 30일  | 서동욱/한나라당     | 이재현/민주노동당 |
| 5대  | 후반기 | 서동욱 | 새누리당     | 2012년 7월 1일 - 2014년 3월 27일  | 권명호/새누리당     | 이재현/민주노동당 |
| 6대  | 전반기 | 박영철 | 새누리당     | 2014년 7월 15일 - 2016년 7월 14일 | 허령/새누리당       | 배영규/새누리당   |
| 6대  | 후반기 | 윤시철 | 새누리당     | 2016년 7월 15일 - 2018년 4월 16일 | 이성룡/새누리당     | 변식룡/새누리당   |
| 7대  | 전반기 | 황세영 | 더불어민주당 | 2018년 7월 1일 - 2020년 6월 30일  | 이미영/더불어민주당 | 고호근/자유한국당 |
| 7대  | 후반기 | 박병석 | 더불어민주당 | 2020년 7월 1일 - 2022년 6월 30일  | 손종학/더불어민주당 | 안수일/국민의힘   |
| 8대  | 전반기 | 김기환 | 국민의힘     | 2022년 7월 1일 - 2024년 6월 30일  | 이성룡/국민의힘     | 강대길/국민의힘   |
| 8대  | 후반기 | 이성룡 | 국민의힘     | 2024년 7월 1일 -                  | 김종섭/국민의힘     | 김수종/국민의힘   |

### 위원회
상임위원회
- 의회운영위원회
- 행정자치위원회
- 환경복지위원회
- 산업건설위원회
- 교육위원회

특별위원회
- 윤리특별위원회
- 예산결산특별위원회

### 사무기구
사무처
- 의정담당관실[4]
- 입법정책담당관실[4]
- 전문위원

## 연혁
- 1991년 3월 26일: 지방 선거 실시, 울산시의원 50명과 울산군의원 14명 선출
- 1991년 4월 15일: 초대 울산시의회, 울산군의회 개원
- 1995년 1월 1일: 울산시·군 통합에 따라 통합울산시의회 개원(64명)
- 1995년 6월 27일: 제1회 지방 선거 실시(60명 선출)
- 1995년 7월 11일: 2대 울산시의회 개원
- 1997년 7월 15일: 울산광역시 승격에 따라 초대 울산광역시의회 개원(72명)
- 1998년 6월 4일: 제2회 지방 선거 실시(17명 선출)
- 1998년 7월 9일: 2대 울산광역시의회 전반기 개원
- 2000년 7월 9일: 2대 울산광역시의회 후반기 개원
- 2002년 6월 13일: 제3회 지방 선거 실시(19명 선출)
- 2002년 7월 9일: 3대 울산광역시의회 전반기 개원
- 2004년 7월 12일: 3대 울산광역시의회 후반기 개원
- 2006년 5월 31일: 제4회 지방 선거 실시(19명 선출)
- 2006년 7월 1일: 4대 울산광역시의회 전반기 개원
- 2008년 7월 1일: 4대 울산광역시의회 후반기 개원
- 2010년 6월 2일: 제5회 지방 선거 실시(26명 선출)
- 2010년 7월 1일: 5대 울산광역시의회 전반기 개원
- 2012년 7월 8일: 5대 울산광역시의회 후반기 개원
- 2014년 6월 4일: 제6회 지방 선거 실시(22명 선출)
- 2014년 7월 16일: 6대 울산광역시의회 전반기 개원
- 2016년 7월 15일: 6대 울산광역시의회 후반기 개원
- 2018년 6월 13일: 제7회 지방 선거 실시(22명 선출)
- 2018년 7월 6일: 7대 울산광역시의회 전반기 개원
- 2020년 9월 8일: 7대 울산광역시의회 후반기 개원
- 2022년 6월 1일: 제8회 지방 선거 실시(22명 선출)
- 2022년 7월 8일: 8대 울산광역시의회 전반기 개원

## 역대 울산광역시의회의원 선거 결과

### 제1대 울산광역시의회
1997년 7월 15일, 기존의 울산시의회의원들과 울산시에서 선출된 경상남도의회의원으로 72명의 제1대 울산광역시의회가 개원하였다.

### 제2대 울산광역시의회
1998년 6월 4일에 실시된 제2회 전국동시지방선거를 통해 17명의 제2대 울산광역시의원이 선출되었다. 본 선거를 통해 지역구 의원 14명과 비례대표 의원 3명이 선출되었다.
| 정당 | 정당           | 지역구 | 비례대표 | 합계 |
| ---- | -------------- | ------ | -------- | ---- |
|      | 한나라당       | 9      | 2        | 11   |
|      | 새정치국민회의 | 0      | 1        | 1    |
|      | 무소속         | 5      | -        | 5    |

|  | 44.4% |

|  | 6.8% |

|  | 5.8% |

|  | 42.9% |

### 제3대 울산광역시의회
2002년 6월 13일에 실시된 제3회 전국동시지방선거를 통해 19명의 제3대 울산광역시의원이 선출되었다. 본 선거를 통해 지역구 의원 16명과 비례대표 의원 3명이 선출되었다.
| 정당 | 정당       | 지역구 | 비례대표 | 합계 |
| ---- | ---------- | ------ | -------- | ---- |
|      | 한나라당   | 13     | 2        | 15   |
|      | 민주노동당 | 2      | 1        | 3    |
|      | 무소속     | 1      | -        | 1    |

|  | 60.24% |

|  | 28.70% |

|  | 8.61% |

|  | 2.43% |

### 제4대 울산광역시의회
2006년 5월 31일에 실시된 제4회 전국동시지방선거를 통해 19명의 제4대 울산광역시의원이 선출되었다. 본 선거를 통해 지역구 의원 16명과 비례대표 의원 3명이 선출되었다.
| 정당 | 정당       | 지역구 | 비례대표 | 합계 |
| ---- | ---------- | ------ | -------- | ---- |
|      | 한나라당   | 13     | 2        | 15   |
|      | 민주노동당 | 3      | 1        | 4    |

|  | 58.53% |

|  | 26.79% |

|  | 14.66% |

### 제5대 울산광역시의회
2010년 6월 2일에 실시된 제5회 전국동시지방선거를 통해 26명의 제5대 울산광역시의원이 선출되었다. 본 선거를 통해 지역구 의원 19명과 비례대표 의원 3명, 교육의원 4명이 선출되었다.
| 정당 | 정당       | 지역구 | 비례대표 | 합계 |
| ---- | ---------- | ------ | -------- | ---- |
|      | 한나라당   | 11     | 2        | 13   |
|      | 민주노동당 | 6      | 1        | 7    |
|      | 무소속     | 2      | -        | 2    |
|      | 교육의원   | -      | -        | 4    |

|  | 48.39% |

|  | 34.73% |

|  | 8.24% |

|  | 6.16% |

|  | 1.83% |

|  | 0.62% |

### 제6대 울산광역시의회
2014년 6월 4일에 실시된 제6회 전국동시지방선거를 통해 22명의 제6대 울산광역시의원이 선출되었다. 본 선거를 통해 지역구 의원 19명과 비례대표 의원 3명이 선출되었다.
| 정당 | 정당           | 지역구 | 비례대표 | 합계 |
| ---- | -------------- | ------ | -------- | ---- |
|      | 새누리당       | 19     | 2        | 21   |
|      | 새정치민주연합 | 0      | 1        | 1    |

|  | 55.46% |

|  | 23.76% |

|  | 12.10% |

|  | 4.98% |

|  | 3.67% |

### 제7대 울산광역시의회
2018년 6월 13일에 실시된 제7회 전국동시지방선거를 통해 22명의 제7대 울산광역시의원이 선출되었다. 본 선거를 통해 지역구 의원 19명과 비례대표 의원 3명이 선출되었다.
| 정당 | 정당         | 지역구 | 비례대표 | 합계 |
| ---- | ------------ | ------ | -------- | ---- |
|      | 더불어민주당 | 15     | 2        | 17   |
|      | 자유한국당   | 4      | 1        | 5    |

|  | 47.00% |

|  | 33.28% |

|  | 6.45% |

|  | 5.32% |

|  | 5.24% |

|  | 1.74% |

|  | 0.47% |

|  | 0.47% |

### 제8대 울산광역시의회
2022년 6월 1일에 실시된 제8회 전국동시지방선거를 통해 22명의 제8대 울산광역시의원이 선출되었다. 본 선거를 통해 지역구 의원 19명과 비례대표 의원 3명이 선출되었다.
| 정당 | 정당         | 지역구 | 비례대표 | 합계 |
| ---- | ------------ | ------ | -------- | ---- |
|      | 국민의힘     | 19     | 2        | 21   |
|      | 더불어민주당 | 0      | 1        | 1    |

|  | 57.90% |

|  | 34.56% |

|  | 4.06% |

|  | 2.97% |

|  | 0.49% |

## 정당별 의석 수
| ↓            |          |
| 1            | 21       |
| 더불어민주당 | 국민의힘 |

### 교섭단체
울산광역시의회는 5명 이상의 의석을 확보한 정당, 또는 교섭단체에 속하지 않은 5명의 의원이 교섭단체를 구성할 수 있다.

## 같이 보기
- 울산광역시의회의원 목록
- 울산광역시청